# Orthohepadnavirus
Orthohepadnavirus — рід вірусів родини Hepadnaviridae.